# Coracornis
Coracornis là một chi chim trong họ Pachycephalidae. Hai loài được tìm thấy ở Indonesia.

## Phân loại và hệ thống học
Trước đây chi Coracornis được coi là đơn loài, chỉ chứa C. raveni. Loài C. sanghirensis được thêm vào năm 2013 sau các nghiên cứu di truyền học gần đây.

### Các loài
Hai loài được công nhận là:
- Coracornis raveni
- Coracornis sanghirensis